# هری رینولدز
هری رینولدز (انگلیسی: Harry Reynolds؛ ‏ ۴ آوریل ۱۹۰۱ – ۲۲ دسامبر ۱۹۷۱) تدوین‌گر اهل ایالات متحده آمریکا بود.
از فیلم‌هایی که وی در آن‌ها نقش داشته‌است، می‌توان به بن هور، میدان خماری، می‌خواهی بخواه، نمی‌خواهی نخواه، به میل خودشان، شهر بزرگ، لندن پس از نیمه‌شب و ناشناخته اشاره نمود.